# Attila Vári
Attila Vári dit Doki (né le 26 février 1976 à Budapest) joueur de water-polo hongrois, qui remporte avec sa sélection le titre olympique lors des éditions 2000 à Sydney et 2004 à Athènes.